# 노르드게일인
노르드게일인(아일랜드어: Gall-Ghaedheil, 스코틀랜드 게일어: Gall-Ghàidheil, 영어: Norse–Gaels)은 중세에 아일랜드해 일대(맨섬, 스코틀랜드 서해안, 아일랜드 동해안)을 지배한 민족이다. 이들은 게일인과 노르드인의 혼혈로서 그 문화는 게일 문화와 노르드 문화의 혼합주의적 성격을 보인다. 오늘날 이들을 가리키는 다른 말로는 히베르노노르드인(Hiberno-Norse), 스코티시노르드인(Scottish-Norse), 아이리시노르드인(Irish–Norse), 노르웨이게일인(Norwegian-Gaels), 이방 게일인(foreign Gaels) 등이 있다.
노르드게일인을 가리키는 게일어 표현 "Gall-Ghàidheil"은 "이방 게일인"이라는 뜻으로, 게일인은 게일인이되 그 뿌리가 외국인이라는 것을 의미한다. 이는 노르드게일인들이 게일인(i.e. 게일어 사용자)의 생활양식을 받아들이면서도 노르드인의 정체성 일부를 보존했다는 의미일 수도 있다.
노르드게일인은 스스로를 "동쪽 사람"이라는 뜻의 오스트멘(보크몰: Østmenn), 아우스트맨(뉘노르스크: Austmen)이라고 불렀다. 이 이름은 더블린의 옥스만타운이라는 지명에 남아 있다(더블린 자체가 노르드게일인이 건설한 도시이다.). 한편 노르드게일인은 토착 게일인을 "서쪽 사람"이라는 뜻에서 "베스트멘(Vestmenn)"이라고 불렀다.

아일랜드 해 일대의 노르드인의 정착지.

## 같이 보기
- 요르비크
- 페로인
- 갈로글라
- 아이슬란드인
- 범요선
- 파파르